# Rainer Thome
Rainer Thome (* 13. April 1948 in Karlsruhe) ist ein deutscher Wirtschaftswissenschaftler und Wirtschaftsinformatiker sowie Gründer mehrerer Unternehmen im Umfeld der Universität Würzburg.

## Leben
Nach dem Abitur im Jahre 1966 studierte Thome Volkswirtschaftslehre (VWL) an der Universität Heidelberg. Das Studium schloss er 1970 mit einem Diplom ab. 1972 promovierte er bei Adolf Angermann an der Universität Heidelberg mit einer Dissertation zum Thema „Kostenoptimale Dateiorganisation“. 1976 folgte die Habilitation zum Thema „Produktionskybernetik“, ebenfalls an der Universität Heidelberg. Von 1976 bis 1978 war er Professor für Allgemeine Betriebswirtschaftslehre an der Universität Hamburg.
Von 1978 bis 1981 war er Inhaber einer Professur für Allgemeine Betriebswirtschaftslehre und Angewandte Informatik an der Universität Heidelberg und von 1981 bis 1985 Inhaber des Lehrstuhls für Betriebswirtschaftslehre (BWL) und Wirtschaftsinformatik an der Universität Bamberg.
Von 1985 bis zu seiner Emeritierung war Thome Inhaber des Lehrstuhls für BWL und Wirtschaftsinformatik an der Julius-Maximilians-Universität in Würzburg.

## Wirken
Die Ausrichtung der Forschung und Lehre durch Thome erfolgte auf die Synergie der digitalen Informationsverarbeitung mit der Organisation über alle Teilaufgaben in Produktions-, Handels-, Dienstleistungs- und Behördenbetrieben. Neben dem Angebot von Vorlesungen und Seminaren zu entsprechenden Themen wurden in Zusammenarbeit mit früheren wissenschaftlichen Mitarbeitern Unternehmen ausgegründet und Vorgehensweisen entwickelt, die nicht den üblichen Trends der Disziplin folgen, sondern auf eigenständigen, neuen Methoden aufbauen. Damit wurde eine Qualitätsverbesserung betrieblicher Informationssysteme (IS) insbesondere im Bereich von Enterprise-Resource-Planning (ERP), Industrie 4.0 der Wirtschaftsprüfung und der rechtssicheren Vergabe öffentlicher Aufträge ermöglicht. Die zum Teil weltweit zum Einsatz kommenden Verfahren (Live Kit, Reverse Business Engineer, Vergabeplattform, Halo) haben immer neue Herausforderungen an die Forschung gestellt und gleichzeitig den Studierenden in der Lehre besondere, realitätsnahe Einblicke ermöglicht. Ziel ist die Synergie zwischen allen Beteiligten in Prozessabläufen der Wirtschaft und der Verwaltung mit frühestmöglicher Informationsbereitstellung.

### Firmengründungen
- Administration Intelligence AG (2000),
- Administration Intelligence Austria GmbH,
- IBIS America LLC,
- IBIS Business Consulting AG (2012),
- IBIS Prof. Thome AG (1994), (Kooperation mit SAP und PWC)
- Institut für anwendungsorientierte Leistungsverzeichnisse GmbH (2012),
- MULTA MEDIO Informationssysteme AG (1997),
- Secure Cloud Services GmbH (2012/2017) und
- SYSTHEMIS AG (2010).

### Schriften (Auswahl)
- Kostenoptimale Dateiorganisation. Verlag Anton Hain, Meisenheim am Glan 1972, ISBN 3-445-10950-8.
- Arbeit ohne Zukunft?: Organisatorische Konsequenz der wirtschaftlichen Informationsverarbeitung. Vahlen, München 1997, ISBN 3-8006-2237-8.
- Mit Andreas Hufgard: Continuous System Engineering: Entdeckung der Standardsoftware als Organisator. Vogel-Verlag, Würzburg 1999, ISBN 3-8023-1595-2.
- Mit Heiko Schinzer, Martin Hepp (Hrsg.): Electronic Commerce und Electronic Business: Mehrwert durch Integration und Automation. 3. Auflage, Vahlen, München 2005, ISBN 3-8006-2824-4.
- Mit Axel Winkelmann: Grundzüge der Wirtschaftsinformatik: Organisation und Informationsverarbeitung. Springer-Gabler, 2015, ISBN 978-3-662-46731-2.